# Nhà thờ chính tòa Lễ sinh nhật của Đức Maria, Ma Cao
Nhà thờ chính tòa Lễ sinh nhật của Đức Maria còn được gọi là Igreja da Sé (tiếng Trung: 澳門主敎座堂) là một nhà thờ Công giáo Rôma nằm tại Sé, Ma Cao. Đây hiện là nhà thờ chính tòa của Giáo phận Công giáo Rôma Ma Cao. Đây là một phần của Di sản thế giới "Khu lịch sử Ma Cao" được UNESCO công nhận vào năm 2005.

## Lịch sử
Đầu thế kỷ 17, dây chỉ là một nhà nguyện nhỏ bằng gỗ trước khi trở thành một nhà thờ vào năm 1623. Trước đây, giáo phận Ma Cao được đặt tại nhà thờ Thánh Ladarô. 
Nhà thờ đầu tiên được xây dựng bằng đá và được thánh hiến vào năm 1850 bởi Giám mục Jerónimo José da Mata đã gần như bị phá hủy hoàn toàn trong một cơn bão 24 năm sau đó, sau khi đã được sửa chữa lớn. Nhà thờ hiện tại được xây dựng lại hoàn toàn bằng bê tông vào năm 1937, với chi phí khoảng 100.900 MOP.